# Championnat du monde de vitesse moto 1995
Navigation
Édition précédente Édition suivante
Le Championnat du monde de vitesse moto 1995 est la 47e saison de vitesse moto organisée par la FIM.

Ce championnat comporte treize courses de Grand Prix, pour trois catégories : 500 cm3, 250 cm3 et 125 cm3.

## Attribution des points
Les points du championnat sont attribués aux quinze premiers de chaque course :
| Classement | 1  | 2  | 3  | 4  | 5  | 6  | 7 | 8 | 9 | 10 | 11 | 12 | 13 | 14 | 15 |
| ---------- | -- | -- | -- | -- | -- | -- | - | - | - | -- | -- | -- | -- | -- | -- |
| Points     | 25 | 20 | 16 | 13 | 11 | 10 | 9 | 8 | 7 | 6  | 5  | 4  | 3  | 2  | 1  |

## Grand Prix de la saison
| N° | Course                           | Lieu          | Vainqueur 125 cm³ | Vainqueur 250 cm³ | Vainqueur 500 cm³ | Résultat |
| -- | -------------------------------- | ------------- | ----------------- | ----------------- | ----------------- | -------- |
| 1  | Grand Prix d'Australie           | Eastern Creek | Haruchika Aoki    | Ralf Waldmann     | Michael Doohan    | Résultat |
| 2  | Grand Prix de Malaisie           | Shah Alam     | Garry McCoy       | Max Biaggi        | Michael Doohan    | Résultat |
| 3  | Grand Prix du Japon              | Suzuka        | Haruchika Aoki    | Ralf Waldmann     | Daryl Beattie     | Résultat |
| 4  | Grand Prix d'Espagne             | Jerez         | Haruchika Aoki    | Tetsuya Harada    | Alberto Puig      | Résultat |
| 5  | Grand Prix d'Allemagne           | Nürburgring   | Haruchika Aoki    | Max Biaggi        | Daryl Beattie     | Résultat |
| 6  | Grand Prix d'Italie              | Mugello       | Haruchika Aoki    | Max Biaggi        | Michael Doohan    | Résultat |
| 7  | Grand Prix des Pays-Bas          | Assen         | Dirk Raudies      | Max Biaggi        | Michael Doohan    | Résultat |
| 8  | Grand Prix de France             | Le Mans       | Haruchika Aoki    | Ralf Waldmann     | Michael Doohan    | Résultat |
| 9  | Grand Prix de Grande-Bretagne    | Donington     | Kazuto Sakata     | Max Biaggi        | Michael Doohan    | Résultat |
| 10 | Grand Prix de République tchèque | Brno          | Kazuto Sakata     | Max Biaggi        | Luca Cadalora     | Résultat |
| 11 | Grand Prix de Rio de Janeiro     | Jacarepagua   | Masaki Tokudome   | Doriano Romboni   | Luca Cadalora     | Résultat |
| 12 | Grand Prix d'Argentine           | Buenos Aires  | Emilio Alzamora   | Max Biaggi        | Michael Doohan    | Résultat |
| 13 | Grand Prix d'Europe              | Catalunya     | Haruchika Aoki    | Max Biaggi        | Àlex Crivillé     | Résultat |

## Résultats de la saison

### Championnat 1995 catégorie 500 cm³
| Clas. | Pilote          | N° | Pays      | Constructeur        | Points | Victoires |
| ----- | --------------- | -- | --------- | ------------------- | ------ | --------- |
| 1     | Michael Doohan  | 1  | Australie | Repsol-Honda        | 248    | 7         |
| 2     | Daryl Beattie   | 4  | Australie | Lucky Strike-Suzuki | 215    | 2         |
| 3     | Luca Cadalora   | 2  | Italie    | Marlboro-Yamaha     | 176    | 2         |
| 4     | Àlex Crivillé   | 6  | Espagne   | Repsol-Honda        | 166    | 1         |
| 5     | Shinichi Itoh   | 7  | Japon     | Repsol-Honda        | 127    | 0         |
| 6     | Loris Capirossi | 65 | Italie    | Marlboro-Honda      | 108    | 0         |
| 7     | Alex Barros     | 6  | Brésil    | Kanemoto-Honda      | 104    | 0         |
| 8     | Alberto Puig    | 5  | Espagne   | Fortuna-Honda       | 99     | 1         |
| 9     | Norifumi Abe    | 17 | Japon     | Marlboro-Yamaha     | 81     | 0         |
| 10    | Loris Reggiani  | 13 | Italie    | Aprilia             | 59     | 0         |

### Championnat 1995 catégorie 250 cm³
| Clas. | Pilote               | N° | Pays       | Constructeur | Points | Victoires |
| ----- | -------------------- | -- | ---------- | ------------ | ------ | --------- |
| 1     | Max Biaggi           | 1  | Italie     | Aprilia      | 283    | 8         |
| 2     | Tetsuya Harada       | 7  | Japon      | Yamaha       | 220    | 1         |
| 3     | Ralf Waldmann        | 5  | Allemagne  | Honda        | 203    | 3         |
| 4     | Tadayuki Okada       | 2  | Japon      | Honda        | 136    | 0         |
| 5     | Jean-Philippe Ruggia | 6  | France     | Honda        | 115    | 0         |
| 6     | Nobuatsu Aoki        | 10 | Japon      | Honda        | 105    | 0         |
| 7     | Luis d'Antin         | 9  | Espagne    | Honda        | 88     | 0         |
| 8     | Kenny Roberts Jr     | 25 | États-Unis | Yamaha       | 82     | 0         |
| 9     | Doriano Romboni      | 4  | Italie     | Honda        | 75     | 1         |
| 10    | Olivier Jacque       | 19 | France     | Honda        | 66     | 0         |

### Championnat 1995 catégorie 125 cm³
| Clas. | Pilote           | N° | Pays      | Constructeur | Points | Victoires |
| ----- | ---------------- | -- | --------- | ------------ | ------ | --------- |
| 1     | Haruchika Aoki   |    | Japon     | Honda        | 224    | 7         |
| 2     | Kazuto Sakata    | 1  | Japon     | Aprilia      | 140    | 2         |
| 3     | Emilio Alzamora  |    | Espagne   | Honda        | 129    | 1         |
| 4     | Akira Saito      |    | Japon     | Honda        | 127    | 0         |
| 5     | Dirk Raudies     | 4  | Allemagne | Honda        | 124.5  | 1         |
| 6     | Stefano Perugini | 7  | Italie    | Aprilia      | 118    | 0         |
| 7     | Masaki Tokudome  | 8  | Japon     | Aprilia      | 105,5  | 1         |
| 8     | Tomomi Manako    |    | Japon     | Honda        | 102    | 0         |
| 9     | Hideyuki Nakajyo |    | Japon     | Honda        | 88     | 0         |
| 10    | Peter Öttl       | 5  | Allemagne | Aprilia      | 76     | 0         |